# آندره ویتی
آندره ویتی، (به انگلیسی: Andrew Witty) (زاده ۱۷ اکتبر ۱۹۵۹) کارآفرین، بازرگان و مدیر ارشد اجرایی بریتانیایی است، که در حال حاضر به‌عنوان مدیر عامل اجرایی شرکت گلاکسواسمیت‌کلاین فعالیت می‌کند.